# Великобритания на зимних Олимпийских играх 1988
Великобритания принимала участие в Зимних Олимпийских играх 1988 года в Калгари (Канада) в пятнадцатый раз, но не завоевала ни одной медали.

## Состав сборной
Сборную страны представляли 84 спортсменов: 14 женщин и 34 мужчины, они соревновались в 8 видах спорта
| Вид спорта         | Мужчины | Женщины | Всего |
| ------------------ | ------- | ------- | ----- |
| Биатлон            | 4       | -       | 4     |
| Бобслей            | 8       | -       | 8     |
| Горнолыжный спорт  | 6       | 6       | 12    |
| Конькобежный спорт | 2       | -       | 2     |
| Лыжные гонки       | 6       | 2       | 8     |
| Прыжки с трамплина | 1       | -       | 1     |
| Санный спорт       | 3       | 1       | 4     |
| Фигурное катание   | 4       | 5       | 9     |
| Всего              | 34      | 14      | 48    |

Кроме этого, на Олимпиаде в Калгари были представлены кёрлинг и фристайл как показательные виды, британские спортсмены также приняли участие в этих выступлениях.
Эдди Эдвардс, представляющий британцев в прыжках с трамплина, прославился тем, что на BBC его попытки называли «храбрыми, но смешными».

## Результаты
Лучшим результатом для британской сборной стало 8 место горнолыжника Мартина Белла в скоростном спуске.

### Фигурное катание
Соревнования проходили во дворце спорта «Олимпик Сэддлдоум» в Калгари. Было разыграно 4 комплекта наград: женщины, мужчины, парное катание и спортивные танцы.
Мужчины — одиночное катание
| Спортсмен    | Обязательные фигуры | Короткая программа | Произвольная программа | Сумма баллов (TFP) | Место |
| ------------ | ------------------- | ------------------ | ---------------------- | ------------------ | ----- |
| Пол Робинсон | 16                  | 21                 | 18                     | 36.0               | 18    |

Женщины — одиночное катание
| Спортсменка  | Обязательные фигуры | Короткая программа | Произвольная программа | Сумма баллов (TFP) | Место |
| ------------ | ------------------- | ------------------ | ---------------------- | ------------------ | ----- |
| Джина Фултон | 24                  | 24                 | 23                     | 47.0               | 23    |
| Джоан Конуэй | 8                   | 18                 | 16                     | 28.0               | 12    |

Парное катание
| Спортсмены             | Короткая программа | Произвольная программа | Сумма баллов (TFP) | Место |
| ---------------------- | ------------------ | ---------------------- | ------------------ | ----- |
| Лиза Кашли Нил Кашли   | 14                 | 13                     | 20.0               | 13    |
| Черил Пик Эндрю Нейлор | 12                 | 12                     | 18.0               | 12    |

Танцы на льду
| Спортсмены            | Обязательный танец | Оригинальный танец | Произвольный танец | Сумма баллов (TFP) | Место |
| --------------------- | ------------------ | ------------------ | ------------------ | ------------------ | ----- |
| Шэрон Джонс Пол Аскем | 13                 | 13                 | 13                 | 26.0               | 13    |